# Dora Louise Murdoch
Dora Louise Murdoch (New Haven, 14 de septiembre de 1857-Baltimore, 1933) fue una pintora estadounidense.

## Biografía

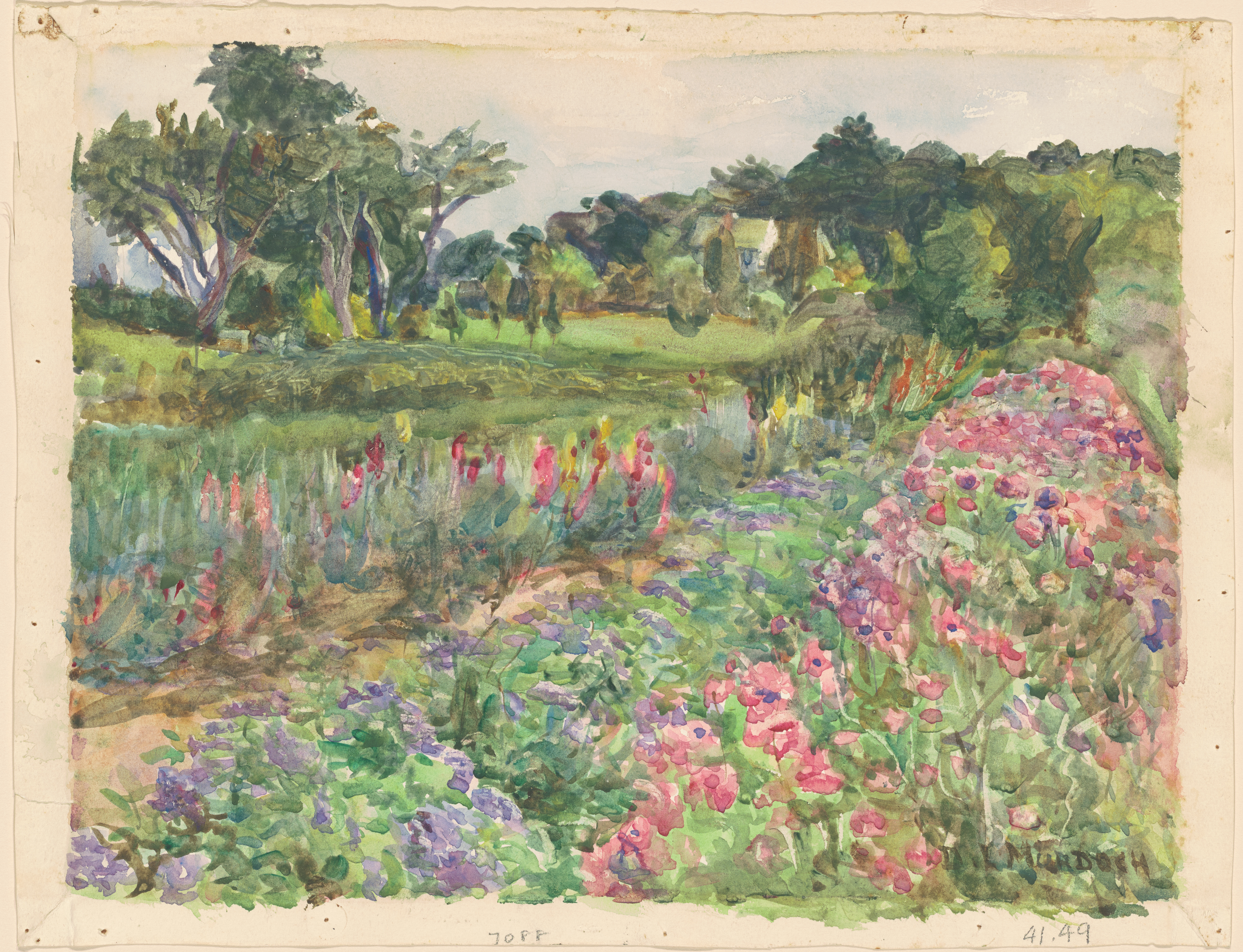
La finca de Parmelee en flor, c,1920

Murdoch nació el 14 de septiembre de 1857 en New Haven, Connecticut. Estudió en París, Francia, donde se puede mencionar entre sus maestros a Bernard Boutet de Monvel, Gustave-Claude-Etienne Courtois y Lucien Simon.
Fue miembro de la American Federation of Arts (Federación Estadounidense de Artes), la American Watercolour Society (Sociedad Estadounidense de Acuarela), la Baltimore Watercolour Society (Sociedad de Acuarela de Baltimore), la New York Watercolor Society (Sociedad de Acuarela de Nueva York) y la Washington DC Watercolor Society (Sociedad de Acuarela de Washington D. C.). Su trabajo se exhibió en la Exposición Universal de San Luis (1904).
Murdoch murió en 1933 en Baltimore, Maryland. Su trabajo se encuentra en la colección de la Galería Nacional de Arte.